# Zella-Mehlis
Zella-Mehlis è una città di 12 532 abitanti della Turingia, in Germania.

Appartiene al circondario (Landkreis) di Smalcalda-Meiningen (targa SM).

## Storia
Il comune di Zella-Mehlis è sorto nel 1919 tramite l'unione dei due municipi di Mehlis e Zella St. Blasii. Alcuni scavi archeologici hanno dimostrato l'esistenza di una rotta commerciale intorno all'VIII secolo a.C. che attraversava la regione e che univa il Baltico al Mare del Nord.
La città è citata per la prima volta in un documento risalente all'841 con il nome di Meles. Nel 1111 essa entrò a far parte dell'amministrazione dell'abbazia benedettina di Reinhardsbrunn, che portò alla fondazione della oratorum cellam sancti blasii da cui prese vita la cittadina di Zella St. Blasii.
Tra il 1357 ed il 1358 la zona divenne oggetto della contesa tra il Ducato di Sassonia e quello degli Hessenberg.
Il 1º gennaio 2019 venne aggregato alla città di Zella-Mehlis il comune di Benshausen.

## Gemellaggi
Zella-Mehlis intrattiene "rapporti d'amicizia" (Städtefreundschaft) con:
- Andernach
- Gemünden a.Main
- Saint-Martin